# Leslie Moonves

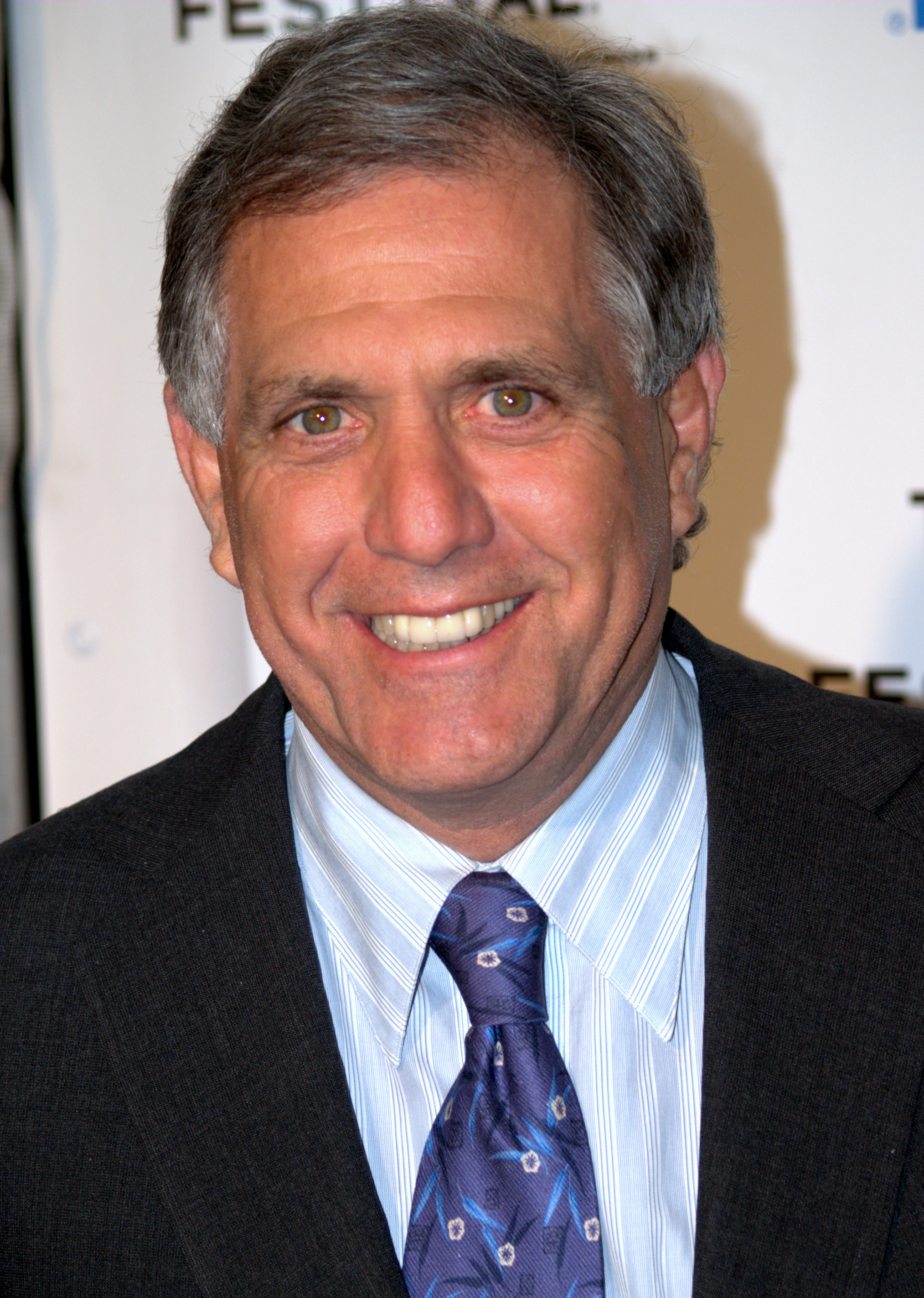
Leslie Moonves (2009)

Leslie Roy „Les“ Moonves (* 6. Oktober 1949 in New York City) ist ein US-amerikanischer Manager.

## Leben
Moonves entstammt einer jüdischen Familie aus New York City. Seine Eltern waren Herman Moonves und Josephine Schleifer. Moonves besuchte die Valley Stream Central High School und studierte an der Bucknell University.
Moonves arbeitete zu Beginn seiner Karriere unter anderem bei 20th Century Fox Television und Lorimar Television. Ab 1993 war er President bei Warner Bros. Television, wo er mit seinem Team erfolgreiche Fernsehserien wie Friends und Emergency Room – Die Notaufnahme entwickelte. 1995 wechselte er als President of Entertainment zum Fernsehsender Columbia Broadcasting System. Moonves konnte das Network vom letzten zum ersten Platz der Fernsehquoten-Rankings führen, indem er Erfolgsserien wie Alle lieben Raymond, Survivor, und CSI: Crime Scene Investigation ins Programm nahm. 1998 wurde er zum President and CEO von CBS Television befördert. 2003 wurde er Chairman des Senders. Bereits ein Jahr später wurde er Co-President und Co-Chief Operating Officer von Viacom sowie Chairman von CBS. Nachdem Viacom 2006 das Geschäft in zwei Unternehmen teilte, wurde Moonves President and CEO der neu gegründeten CBS Corporation. Nach dem Rücktritt des langjährigen Executive Chairmans der CBS Corporation, Sumner Redstone, im Februar 2016 übernahm Moonves die Rolle als Chairman der CBS Corporation und behielt gleichzeitig seine Funktion als President and CEO des Unternehmens. Zudem sitzt Moonves im Aufsichtsrat des US-amerikanischen Spieleentwicklers ZeniMax Media.
Von 1978 bis 2004 war er mit Nancy Wiesenfeld verheiratet. Seit 2004 ist er mit Julie Chen Moonves verheiratet.

## Vorwürfe sexueller Belästigung
Ende Juli 2018 veröffentlichte das Magazin The New Yorker einen Bericht von Ronan Farrow, sechs Frauen hätten Moonves harassment and intimidation (etwa: Belästigung und Einschüchterung) vorgeworfen und zahlreiche weitere hätten von ähnlichen Vorfällen berichtet. 
CBS veranlasste eine Untersuchung der mutmaßlichen Vorfälle. Am 9. September 2018 verließ Moonves die CBS Corporation.
Bobbie Phillips wirft ihm vor, sie 1995 zum Oralverkehr genötigt zu haben.
Ein weiterer Bericht über sexuelle Belästigung wurde am 21. Juni 2019 im Vorabdruck eines Kapitels eines Buchs von E. Jean Carroll in der Zeitschrift New York veröffentlicht.